# Moșna (Sibiu)
Moşna (in ungherese Muzsna, in tedesco Meschen) è un comune della Romania di 3419 abitanti, ubicato nel distretto di Sibiu, nella regione storica della Transilvania. 
Il comune è formato dall'unione di 3 villaggi: Alma Vii, Moșna, Nemșa.

## Storia
Moşna viene menzionato per la prima volta in un documento verso il 1280. Fu originariamente soggetta alla colonizzazione da parte dei Sassoni di Transilvania ma poi divenne un libero comune.
Nel 1470 gli abitanti della zona, devastata dai turchi, si trasferirono a Moşna che ebbe un mercato settimanale stabile dal 1495 e che successivamente contese, senza successo, con Mediaș e Biertan la supremazia sulla regione.

## Monumenti e luoghi d'interesse

### Moșna

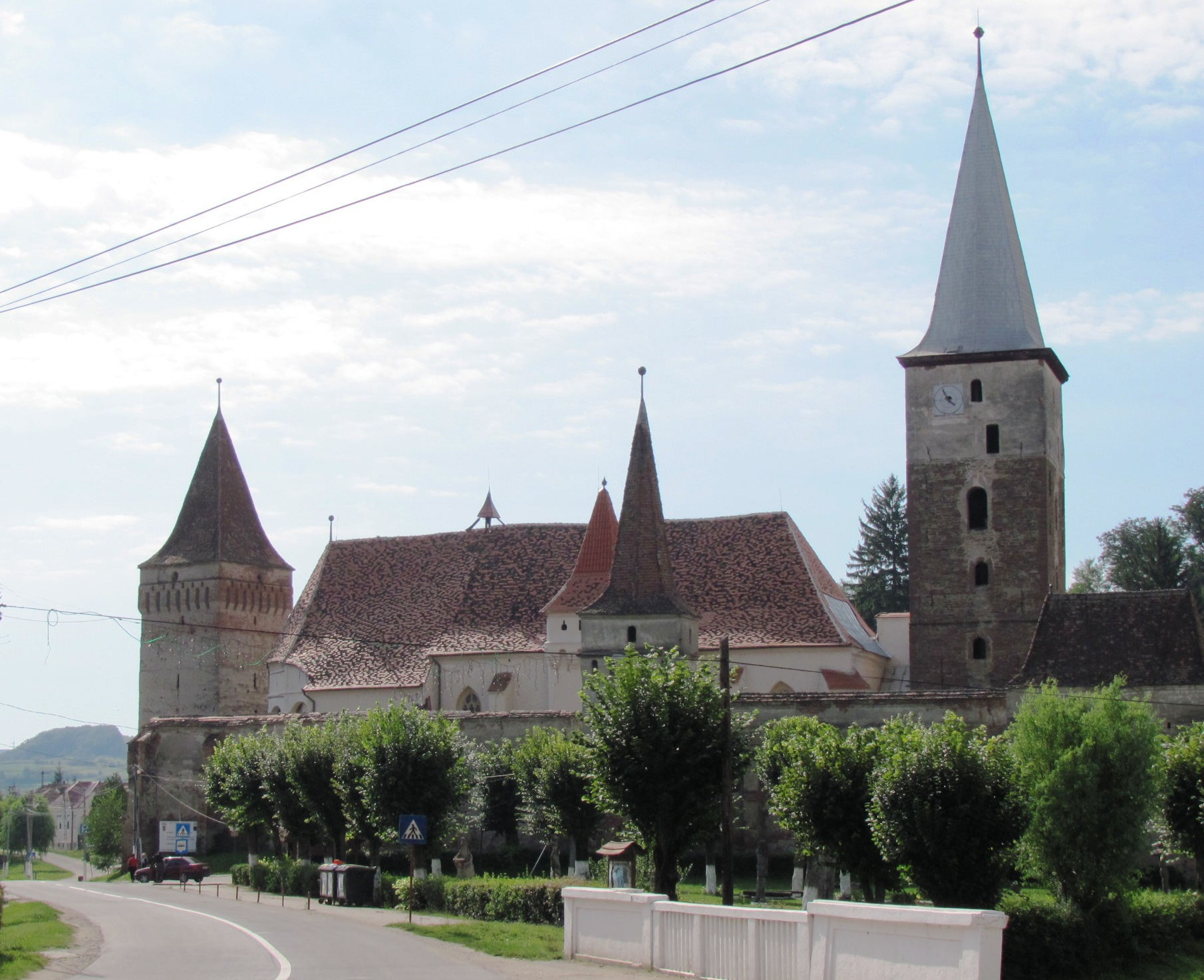
Mosna, Chiesa fortificata

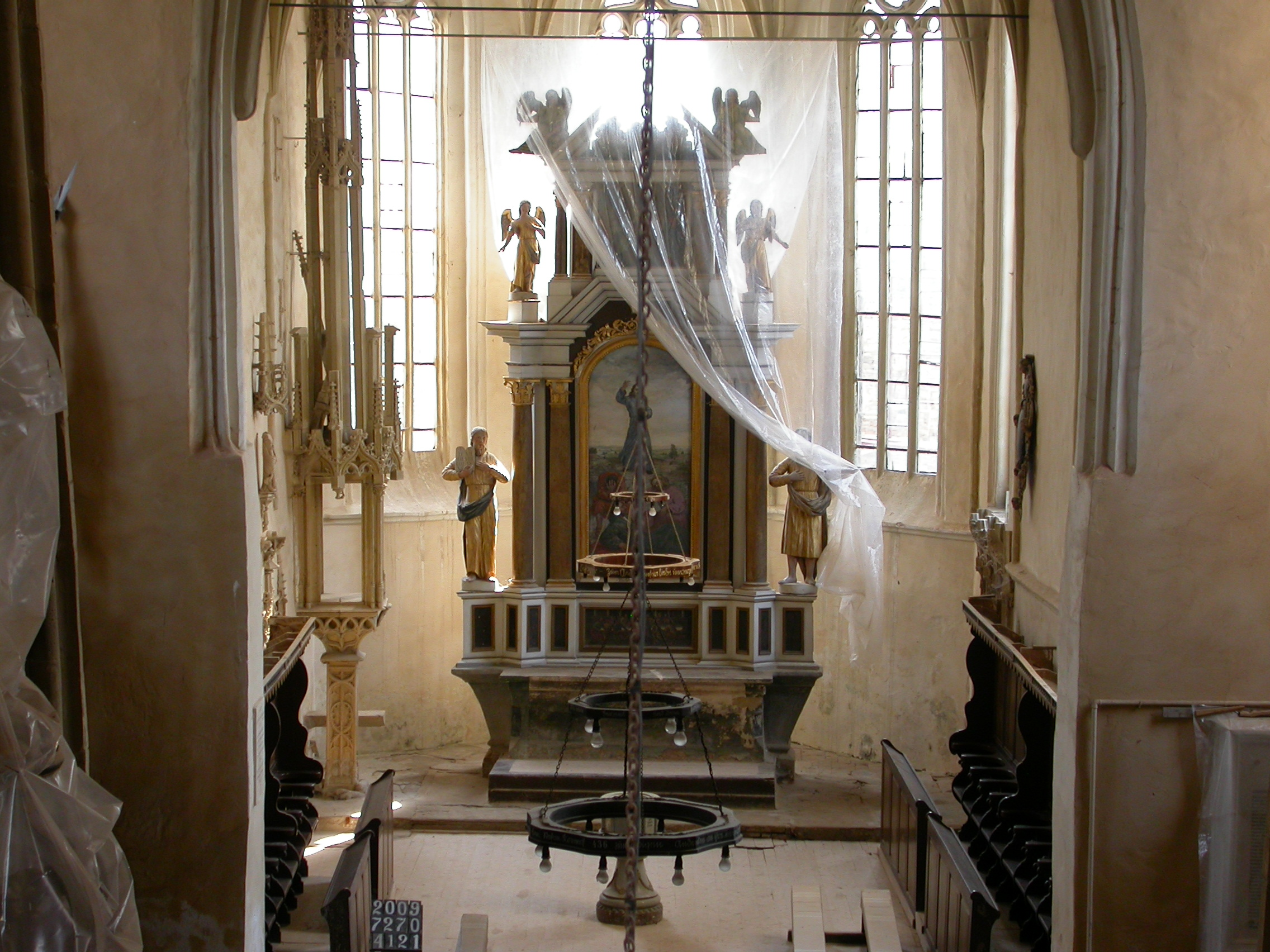
Mosna, altare della chiesa

Al centro del paese si trova la possente chiesa evangelica fortificata ricordata fin dal 1283. La costruzione tardogotica fu realizzata tra il 1480 e il 1486 dal maestro Andreas di Sibiu sul luogo della precedente basilica. La chiesa, con tre navate e volte gotiche, conserva un altare di stile neoclassico e numerosi frammenti della ricca decorazione gotica. La fortezza che circonda la basilica fu iniziata nel 1520: è formata da una doppia cortina muraria rettangolare, alta fino a 9 metri, con torri e un massiccio campanile del 1869, ad ovest della chiesa la cui la campana fu fusa nel 1515. 
Nel corso di lavori di restauro sono stati rinvenuti reperti ceramici con tracce di incendio risalenti dall'età del ferro al VI secolo e, in occasione di lavori alla sacrestia, un tesoro con 380 monete romane d'argento, la più antica risalente al tempo di Nerone e la più recente all'epoca di Alessandro Severo.
Il complesso ospita un Museo etnografico comunale.
Nel villaggio sorgono anche le chiese ortodosse di San Michele e Gabriele, costruita nel 1859 su una precedente chiesa del XVIII secolo e la chiesa di San Nicola del 1841 dai caratteristici tetti spioventi.

### Alma Vii

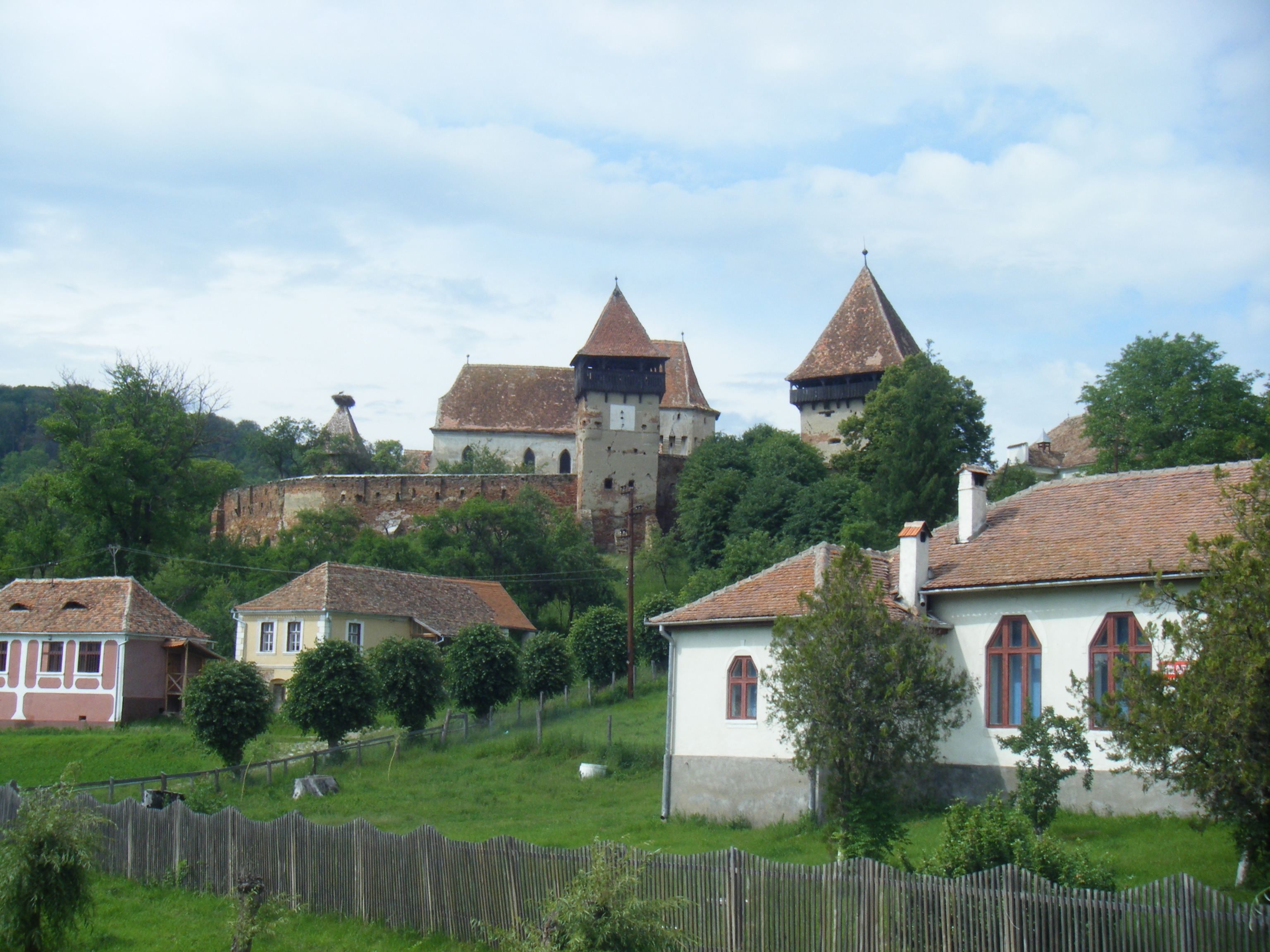
La chiesa fortificata di Alma Vii

Situato in una stretta valle a sud del capoluogo, poco discosto dalla provinciale 141, il piccolo villaggio conserva la chiesa ortodossa dedicata all'Ascensione costruita nel 1904 e curiosa per la fascia con i ritratti dei santi che corre sotto la linea del tetto spiovente sul muro occidentale e sul coro. La 'chiesa luterana fortificata sorge su una collinetta nella parte settentrionale dell'abitato. Costruita agli inizi del XVI secolo fu fortificata due secoli dopo. In quella occasione la chiesa fu dotatati di volte, il coro fu alzato con l'aggiunta di una parte sporgente sorretta da beccatelli con caditoie e feritoie. La cinta muraria a forma poligonale segue l'andamento dell'altura ed è realizzata a scarpata con pietre nella parte inferiore (dove raggiunge anche il metro e mezzo di spessore) e mattoni nella parte superiore. Ha camminamenti in legno, feritoie e quattro torri di cui quella a della porta a quattro piani. L'interno della chiesa è in stile neoclassico. Tutto il complesso è stato recuperato nel 2016 grazie all'intervento della fondazione Progetto culturale Alma Vii e completamente restaurato nel 2019 grazie ad un finanziamento dell'ambasciata degli Stati Uniti.

### Nemșa
Il villaggio si trova in una valle a est del capoluogo. Al centro del paese si trova la chiesa evangelica fortificata dedicata a San Giovanni. La costruzione gotica fu realizzata nel XV secolo ma l'aspetto attuale risale ai restauri del 1798. L'interno, a una navata, conserva notevoli affreschi raffiguranti scene della vita di Gesù, di autore ignoto, e un altare rinascimentale del 1520. Le mura che circondano la chiesa furono erette agli inizi del XVI secolo ed in seguito riparate. Delle torri rimane solo l'alto campanile del 1869, isolato dagli altri edifici. La chiesa ortodossa del villaggio è dedicata a San Nicola.